# Therese Elßler

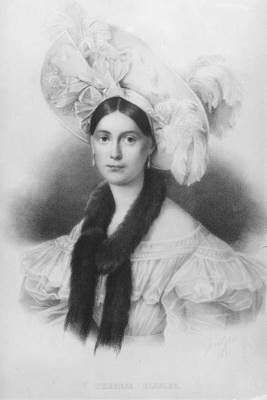
Therese Elßler

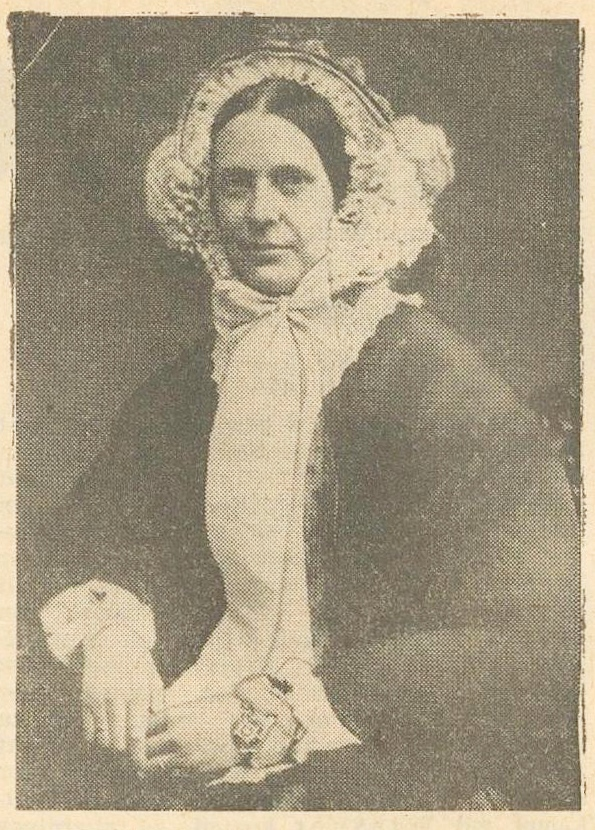
Porträtfoto Therese von Barnim

Therese Elßler, verheiratete Therese Freifrau von Barnim (* 5. April 1808 in Gumpendorf in Wien; † 19. November 1878 in Meran), war eine österreichische Tänzerin. Sie war seit 1850 Ehefrau des Admirals Prinz Adalbert von Preußen.

## Leben

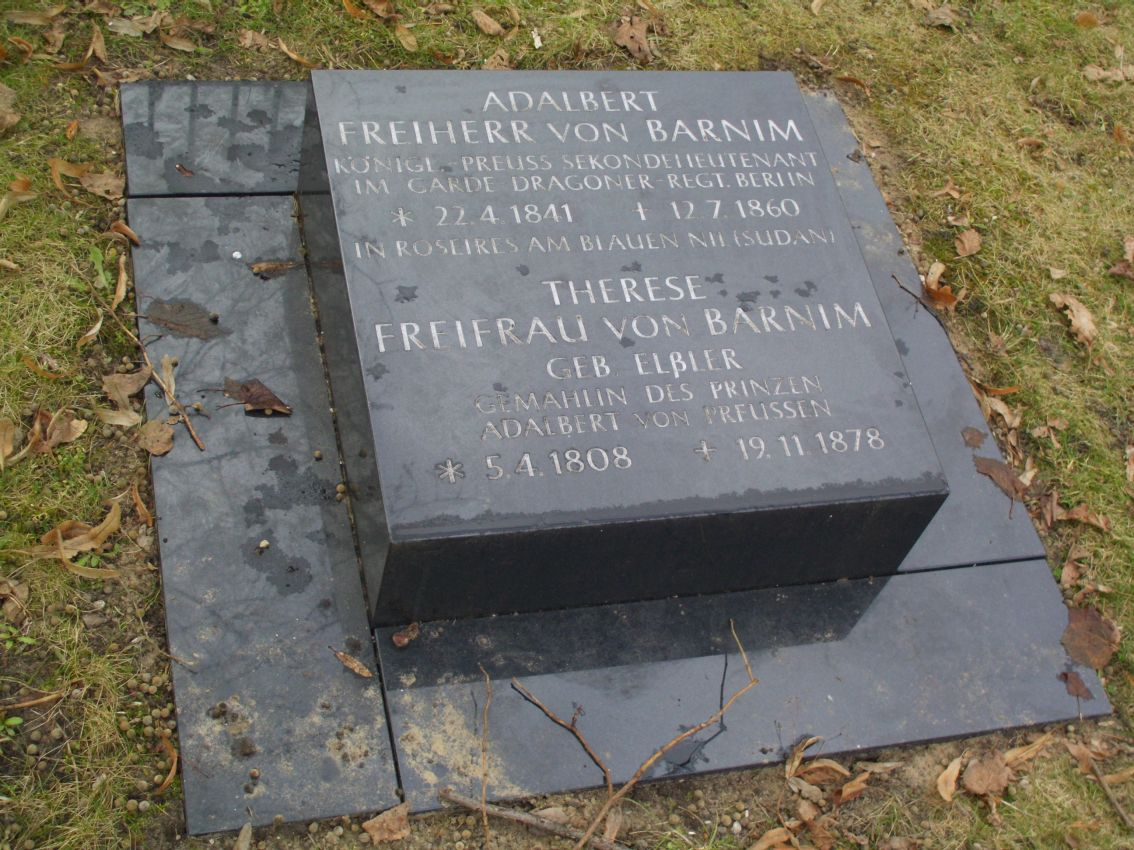
Restitutions-Grabstein für Adalbert und Therese v. Barnim auf dem Invalidenfriedhof Berlin (Zustand 2013)

Die Schwestern Therese und Fanny Elßler (1810–1884) kamen beide in der Wiener Vorstadt Gumpendorf als Töchter von Johann (Florian) Elßler (1769–1843) zur Welt, der ab 1787 Leibkopist und Kammerdiener von Joseph Haydn bis zu dessen Tod war. Sie erhielten ihren ersten Unterricht bei dem Horscheltschen Kinderballett im Theater an der Wien, tanzten 1817 bis 1825 auf der Bühne des Theaters am Kärntnertor und bildeten sich dann in Neapel weiter für das Ballett aus.
Die ersten großen Triumphe feierten sie 1830 in Berlin. Nachdem sie durch ihre Kunst und liebenswürdige Erscheinung in den ersten Hauptstädten Europas und 1841 auch in Amerika Aufsehen gemacht und sich ansehnliche Reichtümer erworben hatten, schieden sie von der Bühne. Fanny trat zuletzt 1851 in Wien auf, lebte dann auf einer Besitzung in Hamburg und siedelte 1854 nach Wien über. Neben Carlotta Grisi, Fanny Cerrito, Lola Montez und Maria Taglioni hätte das Schwesternpaar Elßler, so eine Einschätzung aus der Mitte des 20. Jahrhunderts, „die wirkliche Tanzkunst“ repräsentiert.
Therese vermählte sich am 20. April 1850 in morganatischer Ehe mit dem Prinzen Adalbert von Preußen und wurde von König Friedrich Wilhelm IV. zur Freifrau von Barnim erhoben. Ihr einziger Sohn, Adalbert von Barnim (1841–1860), starb 1860 bei einer Nilexpedition. Nach dem Tode ihres Mannes 1873 lebte sie als Witwe in (Bad) Homburg vor der Höhe. Sie starb am 19. November 1878 in Meran, wo sie sich „nur zur Linderung ihrer Leiden“ aufhielt, „in den Armen ihrer aus Wien dahin geeilten Schwester Fanni Elßler“ und wurde darauf nach Berlin überführt. Dort wurde sie unter dem Namen Therese von Barnim auf dem Invalidenfriedhof neben der Ruhestätte ihres Sohnes Adalbert beigesetzt. Das Grab wurde wiederhergestellt und mit einem neuen Grabstein versehen.

## Werke
Therese Elßler hat als erste Frau „ein abendfüllendes Ballett […] auf die Bühne gebracht“; es handelt sich dabei um das 1838 mit ihrer Schwester Fanny als Zoè in Paris aufgeführte Stück La Volière, dessen Originalmanuskript noch in demselben Jahr „von einem Raritätenfreunde“ für den hohen Preis von 2000 Franc angekauft worden sein soll. Mit dem Ballet, so lobte die französische Presse damals, habe Therese sich „nicht nur als große Tänzerin, sondern auch als dramatische Dichterin gezeigt,“ die den „ehrenvollen Wettkampf“ mit Librettisten wie Eugène Scribe und Anne-Honoré-Joseph Duveyrier „auf eine äußerst glückliche Weise“ bestanden habe.